# شیرو فوکای
شیرو فوکای (انگلیسی: Shirō Fukai; ۴ آوریل ۱۹۰۷ – ۲ ژوئیهٔ ۱۹۵۹) آهنگساز اهل ژاپن بود.